# Arctopoda
Arctopoda é um gênero de traça pertencente à família Agonoxenidae.